# Vierkantswortel
De vierkantswortel, tweedemachtswortel, kwadraatwortel of ook alleen wortel, is het eenvoudigste voorbeeld van het wiskundige begrip wortel.

## Etymologie
De naam vierkantswortel houdt verband met de oorspronkelijke constructie uit de meetkunde. Een getal werd ruimtelijk voorgesteld als de lengte van een lijnstuk, een oppervlak of een inhoud. Een vierkant met oppervlakte {\displaystyle a} heeft zijden met lengte {\displaystyle {\sqrt {a}}}. De vierkantswortel trekken wordt dan de zijde van een vierkant vinden. De derdemachtswortel heette ook de cubische wortel of teerlingswortel, omdat aan het vinden van de ribbe van een blok, in het bijzonder aan de ribbe van een kubus of teerling werd gedacht.

## Geschiedenis
Zhu Shijie 1270-1330 uit het Chinese Keizerrijk rekende met polynomen en leerde daardoor met vierkantswortels en derdemachtswortels omgaan.
Het bepalen van de vierkantswortel wordt worteltrekken genoemd. Er bestaat een algoritme om dit met de hand uit te voeren. Deze methode, die op staartdelen lijkt, staat al in Nederlandse rekenboeken uit de 17e eeuw vermeld.
De derdemachtswortel kan ook met de hand worden uitgerekend.

## Definitie
De vierkantswortel van een reëel getal {\displaystyle a} dat niet negatief is, genoteerd als {\displaystyle {\sqrt {a\ }}}, is het niet-negatieve getal waarvan het kwadraat gelijk is aan {\displaystyle a}. Dus is voor {\displaystyle a\geq 0}:
{\displaystyle {\sqrt {a\ }}\geq 0} en {\displaystyle ({\sqrt {a\ }})^{2}=a}
Niet-negatief betekent 0 of groter dan 0. In principe zou een vierkantswortel {\displaystyle {\sqrt {a\ }}} ook een negatief reëel getal kunnen zijn: het kwadraat levert dezelfde {\displaystyle a} op omdat min maal min plus is. Maar om dubbelzinnigheid over het teken, positief of negatief, uit te sluiten, is de vierkantswortel per definitie een getal dat niet negatief is. De vierkantswortel van het kwadraat van een reëel getal {\displaystyle x} komt overeen met de absolute waarde van {\displaystyle x}.
De vergelijking {\displaystyle x^{2}=a} met {\displaystyle a>0} heeft twee oplossingen, namelijk {\displaystyle \ x_{1}={\sqrt {a}}\ } en {\displaystyle \ x_{2}=-{\sqrt {a}}}. De vierkantswortel is binnen de reële getallen {\displaystyle \mathbb {R} } uitsluitend gedefinieerd voor {\displaystyle a\geq 0}, dus bestaat de vierkantswortel van een negatief getal binnen {\displaystyle \mathbb {R} } niet. Om een differentieerbare functie te definiëren, beperkt men de wortel als functie tot de absolute waarde waarbij negatieve wortels dus niet zijn toegestaan.

## Voorbeelden

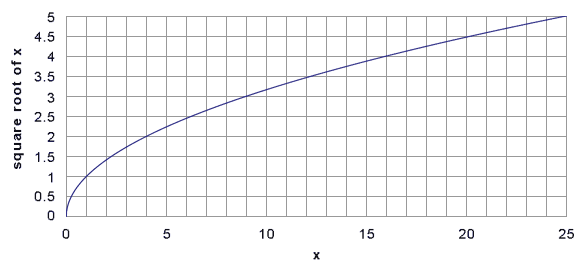
De grafiek van de functie is een liggende halve parabool.

Enkele voorbeelden van vierkantswortels zijn:
- {\displaystyle {\sqrt {9\ }}=3}
- {\displaystyle {\sqrt {25\ }}=5}
- {\displaystyle {\sqrt {144\ }}=12}
- {\displaystyle {\sqrt {6,\!25\ }}=2,\!5} want {\displaystyle 2{,}5^{2}=6{,}25}
- {\displaystyle {\sqrt {4\ 294\ 967\ 296\ }}=65\ 536}
- {\displaystyle {\sqrt {{\tfrac {1}{9}}\ }}={\tfrac {1}{3}}} want {\displaystyle \left({\tfrac {1}{3}}\right)^{2}={\tfrac {1}{9}}}
- De vergelijking {\displaystyle x^{2}=2} twee oplossingen, {\displaystyle \ x_{1}={\sqrt {2\ }}\ } en {\displaystyle \ x_{2}=-{\sqrt {2\ }}}.
- 0 en 1 zijn de enige getallen die gelijk zijn aan hun vierkantswortel.

## Rekenregels
Voor alle reële getallen {\displaystyle x} is:
{\displaystyle {\sqrt {x^{2}\ }}=\left|x\right|={\begin{cases}x,&{\mbox{als }}x\geq 0\\-x,&{\mbox{als }}x\leq 0\end{cases}}}     
Bij het werken met vierkantswortels kan van de volgende rekenregels gebruik worden gemaakt:
{\displaystyle {\sqrt {xy\ }}={\sqrt {x\ }}{\sqrt {y\ }}}
{\displaystyle {\sqrt {{\frac {x}{y}}\ }}={\frac {\sqrt {x\ }}{\sqrt {y\ }}}}
Deze regels gelden alleen voor getallen waarvoor de wortel is gedefinieerd. Het volgende geeft daar een voorbeeld van.
{\displaystyle -1=i\cdot i={\sqrt {-1\ }}{\sqrt {-1\ }}={\sqrt {-1\cdot -1\ }}={\sqrt {1\ }}=1}
Let op: {\displaystyle {\sqrt {x\ }}+{\sqrt {y\ }}} is niet gelijk aan {\displaystyle {\sqrt {x+y\ }}}.
Voor alle niet-negatieve reële getallen mag de volgende notatie worden toegepast:
{\displaystyle {\sqrt {x\ }}=x^{\frac {1}{2}}}
Voor de exponent {\displaystyle {\tfrac {1}{2}}} en veelvouden daarvan, zijn alle voor het machtsverheffen geldende rekenregels van toepassing.

## Complexe getallen
Iedere vierkantswortel van een niet-negatief geheel getal valt onder de algebraïsche getallen, is geheel als dat getal een kwadraat is en anders irrationaal. Het kan met een bewijs uit het ongerijmde worden aangetoond dat wortel 2 irrationaal is.
Van een negatief getal kan geen reële vierkantswortel worden berekend. Uit de behoefte om toch een vergelijkbare bewerking op negatieve getallen uit te kunnen voeren, zijn de complexe getallen ontstaan. Er zijn zo voor het getal −1 twee vierkantswortels gedefinieerd, de imaginaire eenheid {\displaystyle i} en het tegengestelde daarvan {\displaystyle -i}. Er kunnen vierkantwortels in complexe getallen voorkomen, maar het is gebruikelijk alleen de vierkantswortels van positieve getallen in complexe getallen te laten staan. De imaginaire eenheid wordt als {\displaystyle i} genoteerd.
Hiermee heeft de vergelijking {\displaystyle x^{2}=a}, met {\displaystyle a<0} en {\displaystyle a\in \mathbb {R} }, als oplossingen {\displaystyle {\sqrt {-a\ }}\cdot i} en {\displaystyle -{\sqrt {-a\ }}\cdot i}.
Voorbeeld: de vergelijking {\displaystyle x^{2}=-3} heeft als oplossingen {\displaystyle {\sqrt {3\ }}\cdot i} en {\displaystyle -{\sqrt {3\ }}\cdot i}.
Met behulp van de complexe getallen is de wortel- of abc-formule algemeen geldig.

## Benaderingen van de vierkantswortels uit de getallen 1 t/m 50
| {\displaystyle {\sqrt {1\ }}=1}                | {\displaystyle {\sqrt {11}}\approx 3,\!3166}   | {\displaystyle {\sqrt {21}}\approx 4,\!5826}   | {\displaystyle {\sqrt {31}}\approx 5,\!5678}   | {\displaystyle {\sqrt {41}}\approx 6,\!4031}   |
| {\displaystyle {\sqrt {2\ }}\approx 1,\!4142}  | {\displaystyle {\sqrt {12}}\approx 3,\!4641}   | {\displaystyle {\sqrt {22}}\approx 4,\!6904}   | {\displaystyle {\sqrt {32}}\approx 5,\!6569}   | {\displaystyle {\sqrt {42}}\approx 6,\!4807}   |
| {\displaystyle {\sqrt {3\ }}\approx 1,\!7321}  | {\displaystyle {\sqrt {13}}\approx 3,\!6056}   | {\displaystyle {\sqrt {23}}\approx 4,\!7958}   | {\displaystyle {\sqrt {33}}\approx 5,\!7446}   | {\displaystyle {\sqrt {43}}\approx 6,\!5574}   |
| {\displaystyle {\sqrt {4\ }}=2}                | {\displaystyle {\sqrt {14}}\approx 3,\!7417}   | {\displaystyle {\sqrt {24}}\approx 4,\!8990}   | {\displaystyle {\sqrt {34}}\approx 5,\!8310}   | {\displaystyle {\sqrt {44}}\approx 6,\!6332}   |
| {\displaystyle {\sqrt {5\ }}\approx 2,\!2361}  | {\displaystyle {\sqrt {15}}\approx 3,\!8730}   | {\displaystyle {\sqrt {25}}=5}                 | {\displaystyle {\sqrt {35}}\approx 5,\!9161}   | {\displaystyle {\sqrt {45}}\approx 6,\!7082}   |
| {\displaystyle {\sqrt {6\ }}\approx 2,\!4495}  | {\displaystyle {\sqrt {16}}=4}                 | {\displaystyle {\sqrt {26}}\approx 5,\!0990}   | {\displaystyle {\sqrt {36}}=6}                 | {\displaystyle {\sqrt {46}}\approx 6,\!7823}   |
| {\displaystyle {\sqrt {7\ }}\approx 2,\!6458}  | {\displaystyle {\sqrt {17}}\approx 4,\!1231}   | {\displaystyle {\sqrt {27}}\approx 5,\!1962}   | {\displaystyle {\sqrt {37}}\approx 6,\!0828}   | {\displaystyle {\sqrt {47}}\approx 6,\!8557}   |
| {\displaystyle {\sqrt {8\ }}\approx 2,\!8284}  | {\displaystyle {\sqrt {18}}\approx 4,\!2426}   | {\displaystyle {\sqrt {28}}\approx 5,\!2915}   | {\displaystyle {\sqrt {38}}\approx 6,\!1644}   | {\displaystyle {\sqrt {48}}\approx 6,\!9282}   |
| {\displaystyle {\sqrt {9\ }}=3}                | {\displaystyle {\sqrt {19}}\approx 4,\!3589}   | {\displaystyle {\sqrt {29}}\approx 5,\!3852}   | {\displaystyle {\sqrt {39}}\approx 6,\!2450}   | {\displaystyle {\sqrt {49}}=7}                 |
| {\displaystyle {\sqrt {10\ }}\approx 3,\!1623} | {\displaystyle {\sqrt {20\ }}\approx 4,\!4721} | {\displaystyle {\sqrt {30\ }}\approx 5,\!4772} | {\displaystyle {\sqrt {40\ }}\approx 6,\!3246} | {\displaystyle {\sqrt {50\ }}\approx 7,\!0710} |

## Meetkundige constructie
Er zijn verschillende manieren om de vierkantswortel met passer en liniaal te construeren wanneer er een lijnstuk van de lengte {\displaystyle a} en van de lengte 1 zijn gegeven. Er staan hieronder drie voorbeelden.

- {\displaystyle a>1}
- {\displaystyle a>1}
- {\displaystyle a<1}